# Tamanka
Tamanka es un género de peces de la familia Gobiidae y de la orden de los Perciformes.

## Especies
- Tamanka maculata Aurich, 1938
- Tamanka siitensis Herre, 1927

- Datos: Q850932
- Especies: Tamanka